# NGC 1515
NGC 1515 (другие обозначения — ESO 156-36, AM 0402-541, IRAS04028-5414, PGC 14397) — галактика в созвездии Золотая Рыба.
Этот объект входит в число перечисленных в оригинальной редакции «Нового общего каталога».
Галактика наблюдается с ребра и в ней заметно искривление тонкого диска. Оно вероятно вызвано гравитационным взаимодействием галактики в группе.
Галактика NGC 1515 входит в состав группы галактик Dorado.
Имеет бар и полосу межзвёздной пыли.